# Anua anomala
Anua anomala là một loài bướm đêm trong họ Erebidae.